# DMARC
Domain-based Message Authentication, Reporting and Conformance (DMARC) este un protocol de autentificare a e-mail-urilor. Acesta este conceput pentru a permite proprietarilor de domenii de e-mail să-și protejeze domeniul împotriva utilizării neautorizate, cunoscută în general drept falsificarea adresei expeditorului. Scopul principal al implementării DMARC este protejarea domeniului împotriva atacurilor de tip Business Email Compromise, phishing și alte escrocherii prin e-mail.
După publicarea înregistrării DMARC în DNS, orice server de e-mail destinatar poate autentifica mesajul primit conform instrucțiunilor din acea înregistrare DNS. Dacă e-mailul trece autentificarea, acesta va fi livrat și poate fi considerat de încredere. Dacă e-mailul nu trece verificarea, în funcție de instrucțiunile din înregistrarea DMARC, mesajul poate fi livrat, plasat în carantină sau respins.
DMARC extinde două mecanisme de autentificare existente: SPF și DKIM. Protocolul permite administratorului domeniului să publice o politică în înregistrările DNS care specifică cum să se verifice câmpul From: afișat utilizatorilor și cum trebuie gestionate eșecurile, oferind totodată un mecanism de raportare pentru acțiunile întreprinse în baza acestor politici.
DMARC este definit în documentul publicat de Internet Engineering Task Force (IETF), RFC 7489, din martie 2015, ca document de tip „Informational”.

## Prezentare generală
O politică DMARC permite domeniului expeditor să indice că mesajele sale sunt protejate prin SPF și/sau DKIM și informează receptorul ce acțiuni trebuie întreprinse dacă niciuna dintre metodele de autentificare nu este validă — de exemplu, respingerea sau carantinarea mesajului. Politica poate specifica, de asemenea, modul în care serverul destinatar trebuie să raporteze înapoi domeniului expeditor privind mesajele care trec și/sau eșuează verificările.
Aceste politici sunt publicate în sistemul de nume de domenii (DNS) sub forma înregistrărilor TXT.
DMARC nu determină direct dacă un e-mail este spam sau fraudulos. În schimb, DMARC poate solicita ca mesajul să treacă nu doar validarea DKIM sau SPF, ci și o aliniere corespunzătoare (denumită „alignment”). Astfel, un mesaj poate fi considerat ca eșuat chiar dacă trece verificarea SPF sau DKIM, dar nu reușește alinierea.
Configurarea DMARC poate îmbunătăți livrabilitatea mesajelor legitime.

## Istoric
Specificația DMARC a început să fie elaborată la 30 ianuarie 2012.
În octombrie 2013, versiunea 2.1.16 a GNU Mailman a fost lansată cu opțiuni de gestionare a mesajelor provenite de la domenii cu politica DMARC setată pe p=reject, pentru a preveni problemele de interoperabilitate cu listele de discuții.
În aprilie 2014, Yahoo! a schimbat politica DMARC la p=reject, ceea ce a cauzat disfuncționalități în numeroase liste de e-mail. Câteva zile mai târziu, AOL a adoptat aceeași măsură. Aceste schimbări au generat perturbări semnificative, iar furnizorii de servicii poștale au fost criticați pentru transferul costurilor securității către terți.[6] Până în 2020, pagina FAQ a wiki-ului oficial DMARC oferea sugestii pentru listele de discuții privind gestionarea mesajelor primite de la domenii cu politici restrictive, cea mai comună soluție fiind modificarea antetului „From” cu o adresă din propriul domeniu.
În august 2014, IETF a format un grup de lucru pentru rezolvarea problemelor de interoperabilitate legate de DMARC și posibilă revizuire a specificației. Între timp, specificația a ajuns la un stadiu editorial acceptat și implementat pe scară largă, fiind publicată în martie 2015 ca RFC 7489, clasificat ca document „Informational”.
În martie 2017, Comisia Federală pentru Comerț (FTC) din Statele Unite a publicat un studiu privind utilizarea DMARC în rândul companiilor. Din 569 de companii analizate, aproximativ o treime implementaseră o configurare DMARC, mai puțin de 10% foloseau DMARC pentru a respinge mesajele neautentificate, iar majoritatea implementaseră SPF.

#### Contribuitori
Contribuitorii la specificația DMARC includ:
- Receptori: AOL, Comcast, Google (Gmail), Microsoft (Outlook.com, Hotmail), Netease (163.com, 126.com, 188.com, yeah.net), XS4ALL, Yahoo!
- Expeditori: American Greetings, Bank of America, Facebook, Fidelity Investments, JPMorgan Chase, LinkedIn, PayPal, Twitter
- Intermediari și furnizori: Agari, Cloudmark, Red Sift, ReturnPath, Trusted Domain Project, ProDMARC